# 航空幕僚長
航空幕僚長（こうくうばくりょうちょう、英: Chief of Staff, Air Self Defense Force）は、防衛省航空幕僚監部の長。航空自衛官の最高位である。日本語略称は空幕長（くうばくちょう）。

## 概要

航空幕僚長 階級章略章

防衛大臣の指揮監督の下、航空自衛隊の任務および隊員の服務を監督し、それらに関する最高の専門的助言者として大臣を補佐する。航空自衛隊の人事、教育訓練、防衛力整備、後方補給などを司るフォースプロバイダー（練度管理責任者）として部隊を管理し、部隊運用に際しフォースユーザー（事態対処責任者）の統合幕僚長に航空自衛隊の部隊を提供する役目を担っている。防衛省に設置される特別の機関の一つである防衛会議の構成員で、次官級審議官と同等の政令指定職7号の役職である。階級は空将であるが、通常の空将が空軍中将に相当するのに対し、航空幕僚長は統合幕僚長と同じ特別の階級章が定められているため、空軍大将相当である。特別の階級章とは、通常の空将の階級章は桜星が3つであるのに対し、統合幕僚長および航空幕僚長たる空将は桜星が4つとなっている。自衛隊において旧軍や諸外国軍の大将に相当する処遇を受けるのは統合幕僚長・陸上幕僚長・海上幕僚長・航空幕僚長の4人だけだったが、2025年より統合作戦司令官が追加される。遡って自衛隊の元となった組織では、警察予備隊の中央本部長、その改組後の総隊総監たる警察監、保安隊の保安庁第一幕僚長たる保安監、海上警備隊の海上警備隊総監たる海上警備監、その改組後の警備隊の保安庁第二幕僚長たる警備監も大将に相当する。

## 定年
空将たる航空自衛官は60歳を以て定年退官となるが、航空幕僚長たる空将の定年は62歳となっている。
空将の定年を超えて航空幕僚長の職位にある航空自衛官が航空幕僚長の職務を辞任したり、解任された場合はその時点で定年に達したものとみなされ自動的に定年退官となる。

## 歴代の航空幕僚長
| 代 | 氏名       | 写真 | 在職期間               | 出身          | 出身校・期                         | 前職                           | 後職                           |
| -- | ---------- | ---- | ---------------------- | ------------- | ---------------------------------- | ------------------------------ | ------------------------------ |
| 01 | 上村健太郎 |      | 1954.7.1 - 1956.7.2    | 兵庫          | 東京帝国大学 昭和5年卒             | 保安庁長官官房長               | 退職 調達庁長官 →1957.7.30     |
| 02 | 佐薙毅     |      | 1956.7.3 - 1959.7.17   | 愛媛          | 海兵50期・ 海大32期                | 航空幕僚副長                   | 退職                           |
| 03 | 源田実     |      | 1959.7.18 - 1962.4.6   | 広島          | 海兵52期・ 海大35期                | 航空総隊司令                   | 退職                           |
| 04 | 松田武     |      | 1962.4.7 - 1964.4.16   | 山口          | 陸士39期・ 東京帝国大学            | 航空幕僚副長                   | 退職                           |
| 05 | 浦茂       |      | 1964.4.17 - 1966.4.29  | 石川          | 陸士44期・ 陸大52期                | 航空幕僚副長                   | 退職                           |
| 06 | 牟田弘國   |      | 1966.4.30 - 1967.11.14 | 東京          | 陸士43期                           | 航空総隊司令官                 | 第4代統合幕僚会議議長          |
| 07 | 大室孟     |      | 1967.11.15 - 1969.4.24 | 鹿児島        | 陸士45期                           | 航空幕僚副長                   | 退職                           |
| 08 | 緒方景俊   |      | 1969.4.25 - 1971.6.30  | 鹿児島        | 陸士46期・ 陸大55期                | 航空幕僚副長                   | 退職                           |
| 09 | 上田泰弘   |      | 1971.7.1 - 1971.8.9    | 熊本          | 陸士49期・ 陸大58期                | 航空幕僚副長                   | 退職                           |
| 10 | 石川貫之   |      | 1971.8.10 - 1973.6.30  | 大分          | 陸士50期                           | 航空幕僚副長                   | 退職                           |
| 11 | 白川元春   |      | 1973.7.1 - 1974.6.30   | 東京          | 陸士51期・ 陸大58期                | 航空幕僚副長                   | 第8代統合幕僚会議議長          |
| 12 | 角田義隆   |      | 1974.7.1 - 1976.10.14  | 熊本          | 海機49期                           | 中部航空方面隊司令官           | 退職                           |
| 13 | 平野晃     |      | 1976.10.15 - 1978.3.15 | 鹿児島        | 海兵69期                           | 航空幕僚副長                   | 退職                           |
| 14 | 竹田五郎   |      | 1978.3.16 - 1979.7.31  | 福岡          | 航士55期                           | 航空総隊司令官                 | 第12代統合幕僚会議議長         |
| 15 | 山田良市   |      | 1979.8.1 - 1981.2.16   | 長崎          | 海兵71期                           | 航空総隊司令官                 | 退職                           |
| 16 | 生田目修   |      | 1981.2.17 - 1983.4.25  | 茨城          | 航士58期                           | 航空幕僚副長                   | 退職                           |
| 17 | 森繁弘     |      | 1983.4.26 - 1986.2.5   | 東京          | 航士60期                           | 航空幕僚副長                   | 第16代統合幕僚会議議長         |
| 18 | 大村平     |      | 1986.2.6 - 1987.12.10  | 東京          | 名幼48期・ 東京工業大学 昭和28年卒 | 航空幕僚副長                   | 退職                           |
| 19 | 米川忠吉   |      | 1987.12.11 - 1990.7.8  | 神奈川        | 青山学院大学 昭和30年卒            | 航空総隊司令官                 | 退職                           |
| 20 | 鈴木昭雄   |      | 1990.7.9 - 1992.6.15   | 北海道        | 防大1期                            | 航空総隊司令官                 | 退職                           |
| 21 | 石塚勲     |      | 1992.6.16 - 1994.6.30  | 秋田          | 防大3期                            | 航空総隊司令官                 | 退職                           |
| 22 | 杉山蕃     |      | 1994.7.1 - 1996.3.24   | 兵庫          | 防大4期                            | 航空総隊司令官                 | 第21代統合幕僚会議議長         |
| 23 | 村木鴻二   |      | 1996.3.25 - 1997.12.7  | 山口 （満洲） | 防大6期                            | 航空幕僚副長                   | 退職                           |
| 24 | 平岡裕治   |      | 1997.12.8 - 1999.7.8   | 鹿児島        | 防大8期                            | 航空幕僚副長                   | 退職                           |
| 25 | 竹河内捷次 |      | 1999.7.9 - 2001.3.26   | 広島          | 防大9期                            | 航空総隊司令官                 | 第24代統合幕僚会議議長         |
| 26 | 遠竹郁夫   |      | 2001.3.27 - 2003.3.26  | 鹿児島        | 防大11期                           | 航空幕僚副長                   | 退職                           |
| 27 | 津曲義光   |      | 2003.3.27 - 2005.1.11  | 福岡          | 防大13期                           | 航空支援集団司令官             | 退職                           |
| 28 | 吉田正     |      | 2005.1.12 - 2007.3.27  | 大阪          | 防大14期                           | 航空教育集団司令官             | 退職                           |
| 29 | 田母神俊雄 |      | 2007.3.28 - 2008.10.31 | 福島          | 防大15期                           | 航空総隊司令官                 | 航空幕僚監部付 →2008.11.3退職  |
| -  | 岩﨑茂     |      | 2008.10.31 - 2008.11.6 | 岩手          | 防大19期                           | 職務代理（本務：航空幕僚副長） | 職務代理（本務：航空幕僚副長） |
| 30 | 外薗健一朗 |      | 2008.11.7 - 2010.12.23 | 鹿児島        | 防大18期                           | 情報本部長                     | 退職                           |
| 31 | 岩﨑茂     |      | 2010.12.24 - 2012.1.30 | 岩手          | 防大19期                           | 航空総隊司令官                 | 第4代統合幕僚長                |
| 32 | 片岡晴彦   |      | 2012.1.31 - 2013.8.21  | 東京          | 防大20期                           | 航空総隊司令官                 | 退職                           |
| 33 | 齊藤治和   |      | 2013.8.22 - 2015.11.30 | 福井          | 防大22期                           | 航空総隊司令官                 | 退職                           |
| 34 | 杉山良行   |      | 2015.12.1 - 2017.12.19 | 静岡          | 防大24期                           | 航空総隊司令官                 | 退職                           |
| 35 | 丸茂吉成   |      | 2017.12.20 - 2020.8.24 | 群馬          | 防大27期                           | 航空幕僚副長                   | 退職                           |
| 36 | 井筒俊司   |      | 2020.8.25 - 2023.3.29  | 千葉          | 防大30期                           | 航空総隊司令官                 | 退職                           |
| 37 | 内倉浩昭   |      | 2023.3.30 - 2025.7.31  | 鹿児島        | 防大31期                           | 航空総隊司令官                 | 第8代統合幕僚長                |
| 38 | 森田雄博   |      | 2025.8.1 -             | 埼玉          | 防大33期                           | 航空支援集団司令官             |                                |